# Дихтинець
Дихтине́ць — село у Путильській селищній громаді Вижницького району Чернівецької області України.

## Історія
Перші архівні (документальні) згадки про село Дихтинець є в документах 1774 року, коли його населення становило вже більше 1000 осіб. Це вказує на те, що реальний вік села значно більший, про що говорять деякі науковці ЧНУ. Одним із підтверджень цього факту є віднайдення скарбу староримських срібних монет в сусідньому селі Плоска.  
Дихтинець входив до складу Молдовського князівства з 1360 року. У грудні 1433 року між Річчю Посполитою та Молдовським князівством було підписано договір про те, що кордони між цими державами пройдуть вздовж Білого Черемоша. До цього часу кордон із Річчю Посполитою у межах села проходив по хребту гори Греблина, що було дуже незручно. Відтоді села Яблуниця, Конятин, Довгополе (Кимполунг Русинський), Стебні, Розтоки, Вижниця відійшли від Речі Посполитої до Молдовського князівства. Натомість до РП відійшли землі біля Снятина, що перебуває на лівому березі Черемошу.
Назва села Дихтинець пішла, можливо, з тих часів, коли в селі криничним способом добували нафту та переробляли її на дьоготь та гас. До початку ХХІ ст. в присілку Дихтинця (Малий Дихтинець) збереглися напівзавалені глибокі криниці (приблизно 13-14 криниць глибиною до 40 метрів), звідки колись брали нафту великими цебрами і переробляли найпростішими способами. За добу набиралось до тонни нафти, але незабаром родовище виснажилось. У ХІХ столітті в селі також працював консорціум з видобування озокериту (гірського воску). Вже за Радянського Союзу було проведено геологорозвідку, яка дійсно довела наявність невеликих непромислових запасів нафти в нашому регіоні, які залягають на невеликій глибині. А в Лопушній Вижницького району (приблизно 20 км через гори) є промислові поклади нафти, які успішно розробляються і нафта надходить на переробку.
За іншою версією  "Дихтинець" походить від німецьких слів "dicht" та "netz", (на старих будівлях початку ХХ  століття ще збереглися таблички з написами саме "Dichtnetz"), що згідно з цією версією у перекладі означає "густа сітка". (Тут йдеться, імовірно, про густі ліси, або густу мережу потічків, які впадають в річку Путилку). 
Власниками землі, як і селян, у першій половині XIX століття були поміщики М. Ромашкан і брати М. і Г. Айваси. За право користування землею селяни відбували феодальні повинності, розмір яких регулювався насильно укладеними угодами. За однією з них від 1828 року кожний з 83 кріпаків був зобов'язаний платити поміщикові Ромашкану від 2 до 20 флоринів на рік, привезти 2 бочки горілки з с. Іспаса в панські корчми; здати по 12 повісм лляної пряжі; косити та скиртувати поміщицьке сіно, ремонтувати панські будівлі. Крім цього, кріпаки платили і державні податки, вносили натуральний оброк на утримання сільського священика, т. зв. маріяші, та відбували 2 дні панщини в рік на користь сільського старости. В руках поміщиків були і такі знаряддя економічного пригнічення кріпаків, як сервітути та право пропінації. Тому в селі на 150 дворів було відкрито 5 корчм. Спиртне часто насильно нав'язували селянам. Як скаржились дихтинчани разом з іншими селянами Русько-Кимполунзької округи в 1843 році, «їх змушують купувати напої у корчмах, через що вони в такій мірі заборгували, що в них повідбирано хати й ґрунти».
У справі судочинства Дихтинець підпорядковувався Путильській домінії. На чолі її стояв пан (в різні часи це були Айвас, Флондор, Джурджуван), який судив селян. Його помічником був мандатор.
Село, коли про нього описували в перших документах (1774 рік), було приналежне до Молдовського князівства. У 1775 р. після російсько-турецької війни (1768–1774), Австрія анексує Буковину. З 1775 р. Дихтинець у складі Герцогства Буковина.
Станом на 1904 р. селище Дихтинець мало 1620 мешканців. Громада користувалась власною символікою — печаткою з зображенням пилки та сокири і написом німецькою мовою: "Gemeinde Vorstand in Dichtenitz".
З 1918 року село Дихтинець, як і вся Північна Буковина, окуповане Румунією. На той час більшість населення села складають українці.
28 червня 1940 року Північну Буковину внаслідок радянської анексії частини Румунії 1940 року долучено до УРСР. Впродовж 1941–1944 років Північна Буковина знову перебуває під владою Румунії. У 1944 році Північну Буковину знову зайняли радянські війська.
На території села річка Путилка має 9 приток-потічків, які у випадку сильних дощів перетворюються в бурхливі річки. Під час руйнівної повені липня 2008 року рівень води в річці Путилка піднявся на 7 метрів. Тоді була зруйнована дорога в селі Розтоки і автомобільне сполучення з обласним центром було повністю перерване на 3 тижні.

## Населення

### Мова
Розподіл населення за рідною мовою за даними перепису 2001 року:
| Мова       | Кількість | Відсоток |
| ---------- | --------- | -------- |
| українська | 1000      | 99.7%    |
| російська  | 3         | 0.3%     |
| Усього     | 1003      | 100%     |

## Цікаві факти
- славилося побратимами Олекси Довбуша, які боролися разом з ним за справедливість та краще життя;
- настрої жителів завжди відзначалися бунтівним духом — населення активно брало участь у повстанні селян під проводом Лук'яна Кобилиці (1843-1844 рр.);
- уродженкою села Дихтинець була мати відомого українського письменника Юрія Федьковича;
- тут було відзнято багато фрагментів кіношедевру Юрія Іллєнка та Івана Миколайчука «Білий птах з чорною ознакою». Важке життя, побут, звичаї селян Буковини та жителів с. Дихтинець в 40-х роках ХХ століття можна переглянути тут [Архівовано 30 березня 2016 у Wayback Machine.];
- з 90-х років ХХ століття мальовниче село для відпочинку облюбувала собі Народна артистка СРСР Едіта Станіславівна П'єха, куди вона приїжджала майже щоліта разом із внуком Стасом протягом багатьох років;
- село відоме у світі завдяки дуже сумній історії, коли на території села спецслужби СРСР заарештували визначного вченого-генетика зі світовим ім’ям Миколу Вавилова. В той грудневий день 1940 року він з групою науковців проводив дослідження на хуторі Липовець. Після цього науковець попрямував дорогою у напрямку Путили, коли його машину наздогнав чорний «Вілліс» НКВС та під приводом, нібито термінового дзвінка з столиці, забрав до Чернівців. А через деякий час за гратами вагону потяга Вавилова вже відправили до Москви. Вавилов жив в радянську епоху, де все нове та прогресивне вважалося віянням Заходу і жорстоко присікалося. Керівництво радянської держави ставило собі за мету знищити свідому інтелігенцію. Такі науки, як генетика та кібернетика, були визнані шкідливими та заборонені. Миколу Вавилова засудили до розстрілу. Та через хворобу науковця і тиск світової спільноти замінили на довічне ув’язнення.

## Пам'ятки

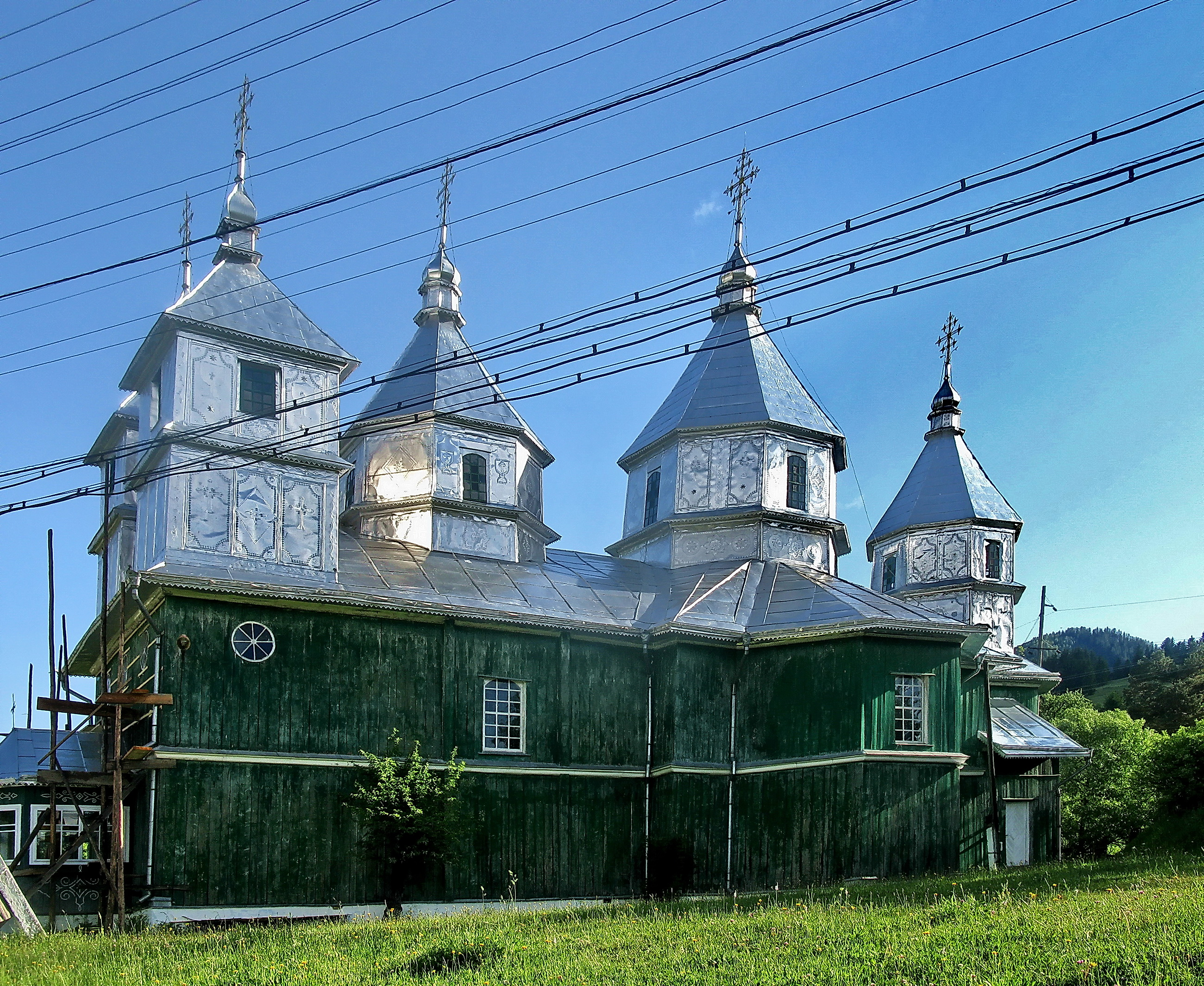
Дмитріївська церква

- Дихтинецька Свято-Дмитрівська церква (збудована 1871 року) є одним з найстаріших храмів Путильщини. За переказами, на місці Дмитрівської церкви колись стояла Юріївська, але в середині ХІХ ст. її було розібрано та перевезено в село Іспас. Пам’ятка історії, що пережила дві Світові війни, сьогодні є одним з найгарніших храмів Гуцульщини. Площа храму 105 м². Стіни прикрашають багато ікон, серед яких є ікона «Страшний суд», написана в 1930 році. На території є дзвіниця, у якій серед нових дзвонів є і дзвін 1890 року виготовлення (за документами привезений з Відня) та дзвін 1919 року (привезений з Бухареста та подарований церкві братами Семеном та Василем Грицюками). При вході на подвір'я храму, поряд з красивими воротами, стоїть каплиця, яка недавно відреставрована. Є три хрести для освячення води, один з яких пов’язують з роком будівництва храму. Поряд знаходяться два цвинтарі ХІХ та ХХ ст.  Першим священиком храму був Григорій Кантемір. В різні часи в храмі правили службу Григорій Балошескул, Стефан Маланчук, Стахій Волинець, Авксентій Вознюк,— люди відомі не тільки на Путильщині, а й далеко за її межами. Від 19 серпня 2000 року настоятелем Свято-Дмитрівської церкви є отець Дмитрій (Федоращук). За останні роки сільська церква істотно оновилась. Було збудовано нову огорожу, ворота, відреставровано стіни храму, поставлено новий хрест для освячення води, приміщення для проведення обрядів. Всі ці роботи провели брати Хрищуки. На сьогодні Свято-Дмитріївська церква є пам'яткою архітектури загальнодержавного значення[2].
- Скеля Острива.
- Дихтинецька стінка — геологічна пам'ятка природи.

## Інфраструктура
У селі функціонують дві школи та дитячий садок. Восени 2012 року Дихтинецька школа [Архівовано 5 квітня 2018 у Wayback Machine.] відсвяткувала 150-річчя заснування.

## Уродженці
- Кричун Микола — керівник Вижницького («Гірського») надрайонного проводу ОУН, лицар Бронзового хреста заслуги УПА;
- Гасюк Олена Онуфріївна (1921-2017 рр. —) заслужений майстер народної творчості України, член Національної спілки майстрів народного мистецтва України, кавалер ордена Княгині Ольги, лауреат премії ім. Г. Гараса, переможець багатьох мистецьких фестивалів, викладач Вижницького коледжу прикладного мистецтва ім. В. Шкрібляка, майстриня художньої вишивки, талановитий педагог;
- Грицюк Іван Васильович (1921-1999 рр.)  — обіймав посаду голови місцевого колгоспу з 1956 по 1979 роки. За правління Івана Васильовича колгосп був колгоспом-мільйонером. За доблесну працю нагороджений орденом Трудового Червоного прапора;
- Терен (Шлемко) Ольга Дмитрівна (1957 р.н.) — професор Національної академії керівних кадрів культури і мистецтв України, Заслужена артистка України;
- Бубряк Павло Васильович (1968 р.н.) — співак і композитор, засновник гурту "Сузір'я Карпат", Голова Асоціації українців у Чехії;
- Бугай (Генкул) Ганна Миколаївна (1967 р.н.) — народний майстер України (вишивка);
- Федюк Іван (1831 – 1932 р.р.) — видатний майстер гуцульських мистецьких металевих виробів (майстер-мосяжник). Його вироби зберігаються в експозиціях національного музею Народного мистецтва Гуцульщини та Покуття (м. Коломия);
- Жабко Омелян Дмитрович (1937-2011 рр.) — знаний чабан, кавалер ордена Леніна;
- Жабко Танасій Омелянович — кандидат у майстри спорту з гирьового спорту, знавець старовинних ремесел;
- Хрищук Василь Миколайович (1972 р.н.) — самобутній архітектор та будівельник, майстер-різьбяр;
- Скидан-Труфин Ганна Василівна (1956 р.н.) — відкрила дитячий будинок сімейного типу (1992 р.). Виховала 17 прийомних та 5 рідних дітей. Кавалер Ордена княгині Ольги ІІІ ступеня (2005 р.), нагороджена медаллю Материнства ІІІ ступеня (1989 р.), відзначена подякою від прем'єр-міністра України (2008 р.). Член спілки майстрів народного мистецтва України з 1992 року;
- Грицюк Інна Михайлівна (1981 р.н.) — доктор філософії, кандидат технічних наук, науковий співробітник Київського національного університету  імені Тараса Шевченка. У 2011 р. захистила кандидатську дисертацію “Математичні моделі та програмне забезпечення для прогнозування основних макроекономічних показників економіки України” під керівництвом доктора фізико-математичних наук, професора Донченка В.С.;
- Дудко Юрій Пантелович (1941-2021 рр.) — самобутній художник, іконописець, дизайнер гуцульського стилю. У творчості переважає релігійна тематика. Його роботи прикрашають церкви, каплички в багатьох районах Чернівецької області. Маленьким хлопчиком разом з батьками був насильно виселений до Сибіру в 1946 році.